# Altus (Oklahoma)
Altus – miasto w Stanach Zjednoczonych, w stanie Oklahoma, siedziba administracyjna hrabstwa Jackson.